# Concatedral (monument i Spanien, Aragonien)
Concatedral är ett monument i Spanien.   Det ligger i provinsen Provincia de Huesca och regionen Aragonien, i den nordöstra delen av landet, 400 km nordost om huvudstaden Madrid. Concatedral ligger 286 meter över havet.
Terrängen runt Concatedral är lite kuperad. Runt Concatedral är det ganska tätbefolkat, med 230 invånare per kvadratkilometer. Närmaste större samhälle är Monzón, 0,09 km norr om Concatedral. Trakten runt Concatedral består till största delen av jordbruksmark.